# Eva Vrabcová-Nývltová
Eva Vrabcová-Nývltová (Trutnov, 6 de febrero de 1986) es una deportista checa que ha competido en esquí de fondo y atletismo.
Ganó una medalla de bronce en el Campeonato Europeo de Atletismo de 2018, en la carrera de maratón. Participó en tres Juegos Olímpicos de Invierno, entre los años 2006 y 2014, en las pruebas de esquí de fondo, y en los Juegos Olímpicos de Río de Janeiro 2016 en la prueba de maratón femenino.

## Palmarés internacional
| Campeonato Europeo | Campeonato Europeo | Campeonato Europeo | Campeonato Europeo |
| Año                | Lugar              | Medalla            | Prueba             |
| ------------------ | ------------------ | ------------------ | ------------------ |
| 2018               | Berlín (Alemania)  | Medalla de bronce  | Maratón            |